# Кам'яний фрегат

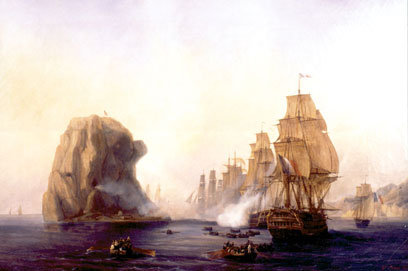
Картина, яка зображає битву «кам'яного фрегата» Даймонд-рок з французькою ескадрою

«Кам'яний фрегат» — неформальна назва юридичної фікції, коли розташований на суходолі підрозділ флоту формально розглядається як корабель. Вона походить з події під час Наполеонівських війн, коли Королівський флот Британії використав острівець Даймонд-рок поблизу Мартініки для розміщення берегової батареї з метою атак на судноплавство французів. Формально цю батарею визначили як «шлюп», оскільки Королівському флоту було заборонено керувати наземними операціями. Командування цим першим «кам'яним фрегатом» було доручено комодором Семюелем Худом першому лейтенанту Джеймсу Вілксу Маурісу. Використовуючи зняті з корабля Худа гармати, «екіпаж» зі 120 осіб виконував відповідні завдання, аж поки скелю не захопили французи у результаті битви за Даймонд-рок 1805 року.
До кінця XIX століття Королівський флот розміщував навчальні та інші допоміжні об'єкти в блокшивах — старих дерев'яних лінійних кораблях, пришвартованих у порту, використовуючи їх як плавучі бази чи плавучі казарми. Адміралтейство розглядало розміщення персоналу на березі як дорожчий спосіб, а також побоювалося щодо падіння дисципліни серед моряків на березі. Ці плавучі заклади зберегли назви перших кораблів, у яких розміщувалися, навіть якщо у реальності відповідні судна замінювалися. Наприклад, школа підготовки артилеристів у Портсмуті послідовно розміщувалася на трьох пришвартованих суднах за час між її заснуванням у 1830 році та розміщенням у берегових спорудах у 1891 р., але два наступних були перейменовані) на HMS Excellent.
Оскільки кораблі почали використовувати все більш складні технології в кінці XIX століття, необхідні для їх освоєння споруди стали занадто великими, щоб розміщуватися у корпусах старих кораблів, тож їх перенесли до берегових установ, зберігаючи традиційні назви. Раннім «кам'яним фрегатом» став інженерний навчальний коледж HMS Marlborough, який переїхав на берег до Портсмуту в 1880 році. Шкільна збройна школа продовжувала називатися HMS Excellent після переїзду на острів Вейл гавані Портсмуту у 1891 році. До Першої світової війни у Сполученому Королівстві було близько 25 «кам'яних фрегатів».
Відповідно до розділу 87 Акту про військово-морську дисципліну 1866 р., його положення закону застосовуються лише до офіцерів та інших чинів Королівського флоту, що включені до списку особового складу корабля. Коли берегові підрозділи флоту стали більш поширеними, аби поширити на них дію зазначеного акту, їх стали розглядати як номінальну плавучу базу для особового складу берегового підрозділу.
Використання кам'яних фрегатів продовжується у Королівському флоті та деяких інших флотах Співдружності націй, включаючи Королівський флот Канади, ВМС Індії, Королівський австралійський військовий флот та Королівський новозеландський військовий флот.